# Îlet Fortune
Ne doit pas être confondu avec Îles de la Fortune ou Îles Fortunées.
L'îlet Fortune est un îlet situé dans le Petit Cul-de-sac marin en Guadeloupe. Il fait administrativement partie de la commune Goyave.
Il s'agit d'un site naturel protégé du Conservatoire du littoral.

## Géographie
Situé dans la partie sud du Petit Cul-de-sac marin, l'îlet est à 2 km au large de la commune de Goyave face à l'embouchure de la rivière la Rose et de la pointe La Rose. Selon la plus haute autorité internationale en matière de délimitation des mers, l'Organisation hydrographique internationale (OHI), dans sa publication de renommée mondiale, « Limites des océans et des mers », 3e édition de 1953 il fait donc partie de la mer des Caraïbes comme l'ensemble de la Guadeloupe.
C'est, d'un point de vue géologique, une éminence d'un récif corallien submergé qui a été recouvert d'une forte végétation.

## Activité
C'est un lieu touristique accessible uniquement en bateau ou en kayak de mer. Il possède un mouillage dans le chenal d'accès et sa plage est fréquentée par les baigneurs.

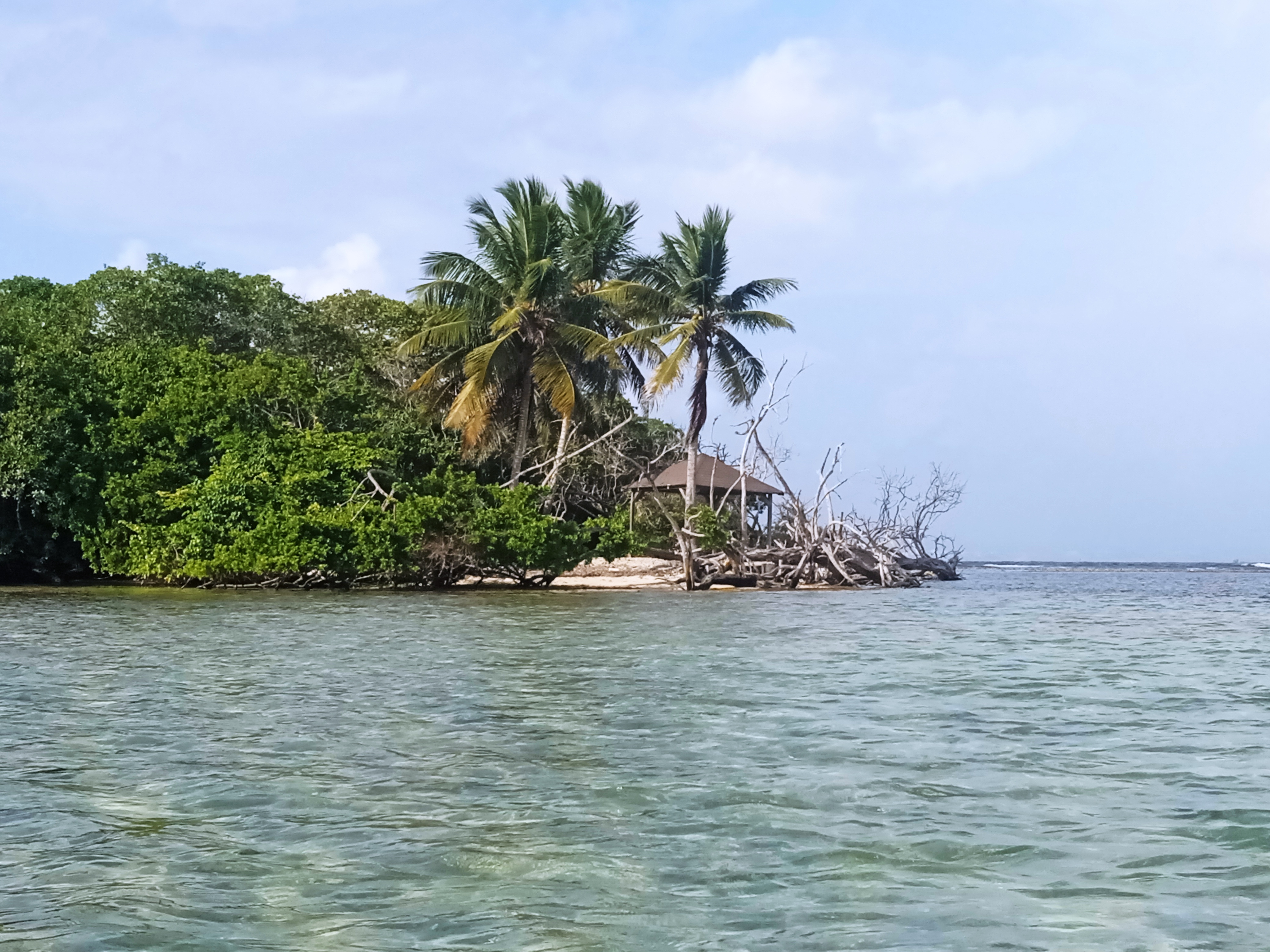
La plage de l'îlet Fortune et son carbet.
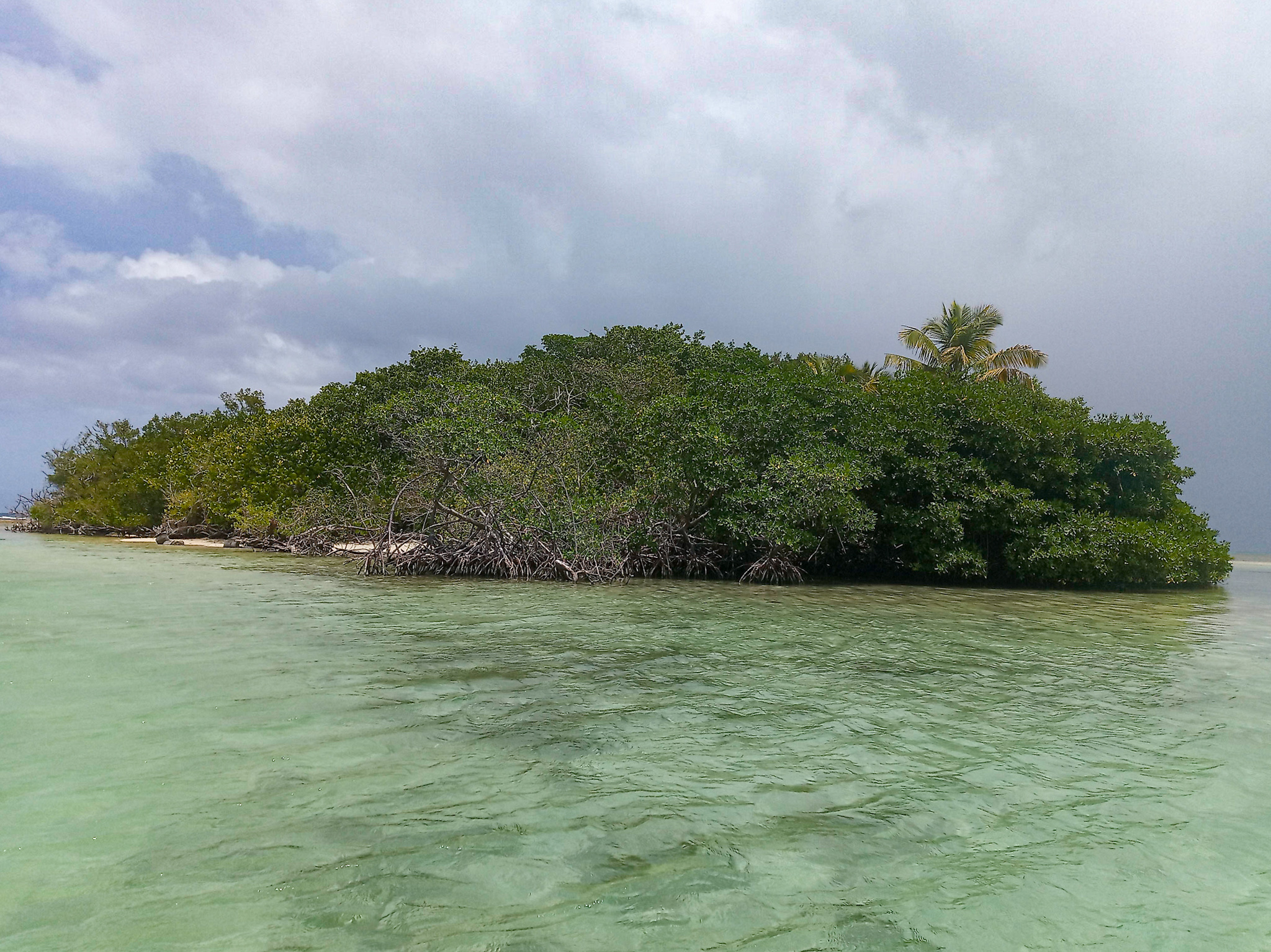
L'îlet Fortune (face nord).
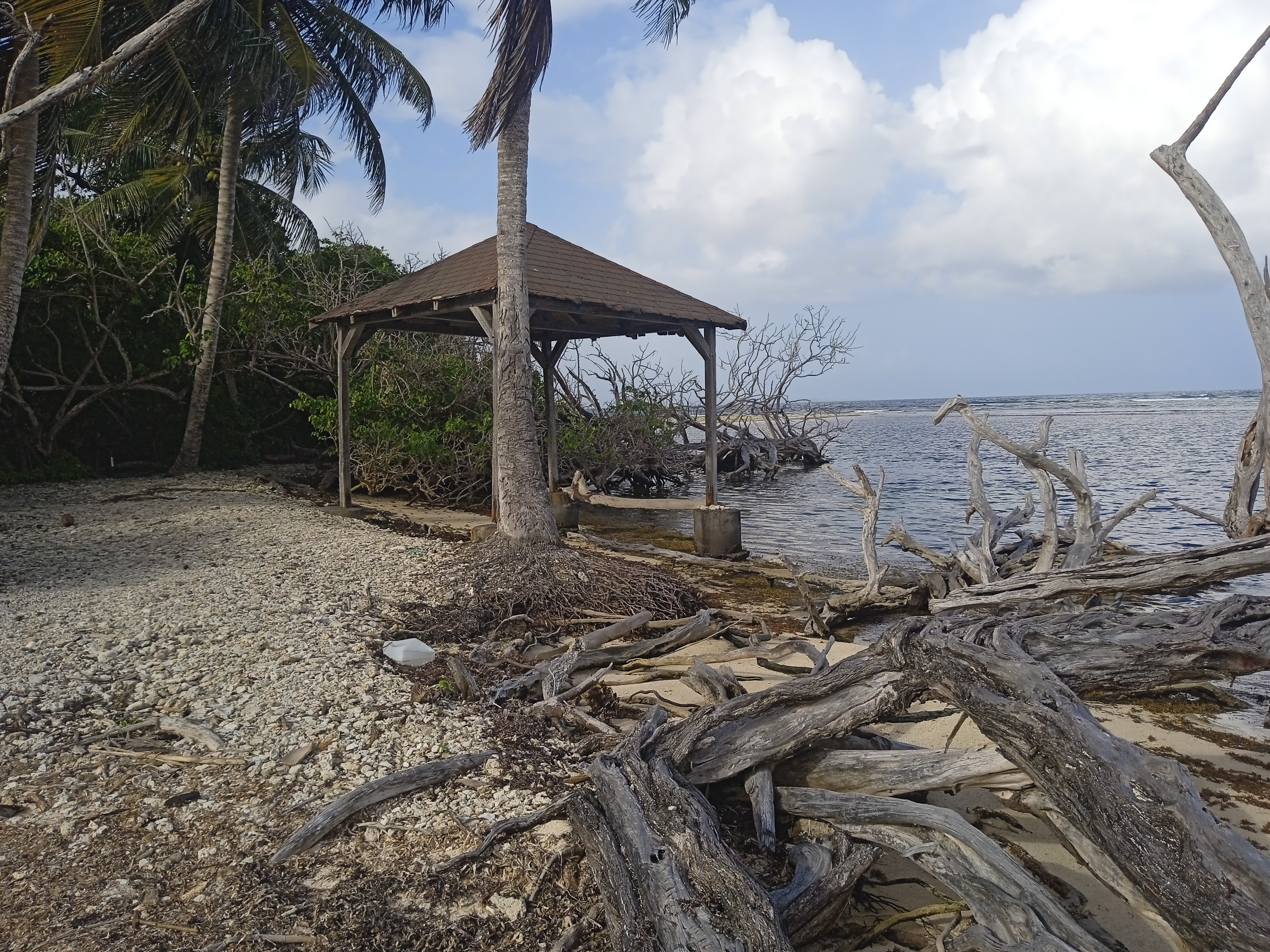
Carbet de l'îlet Fortune.
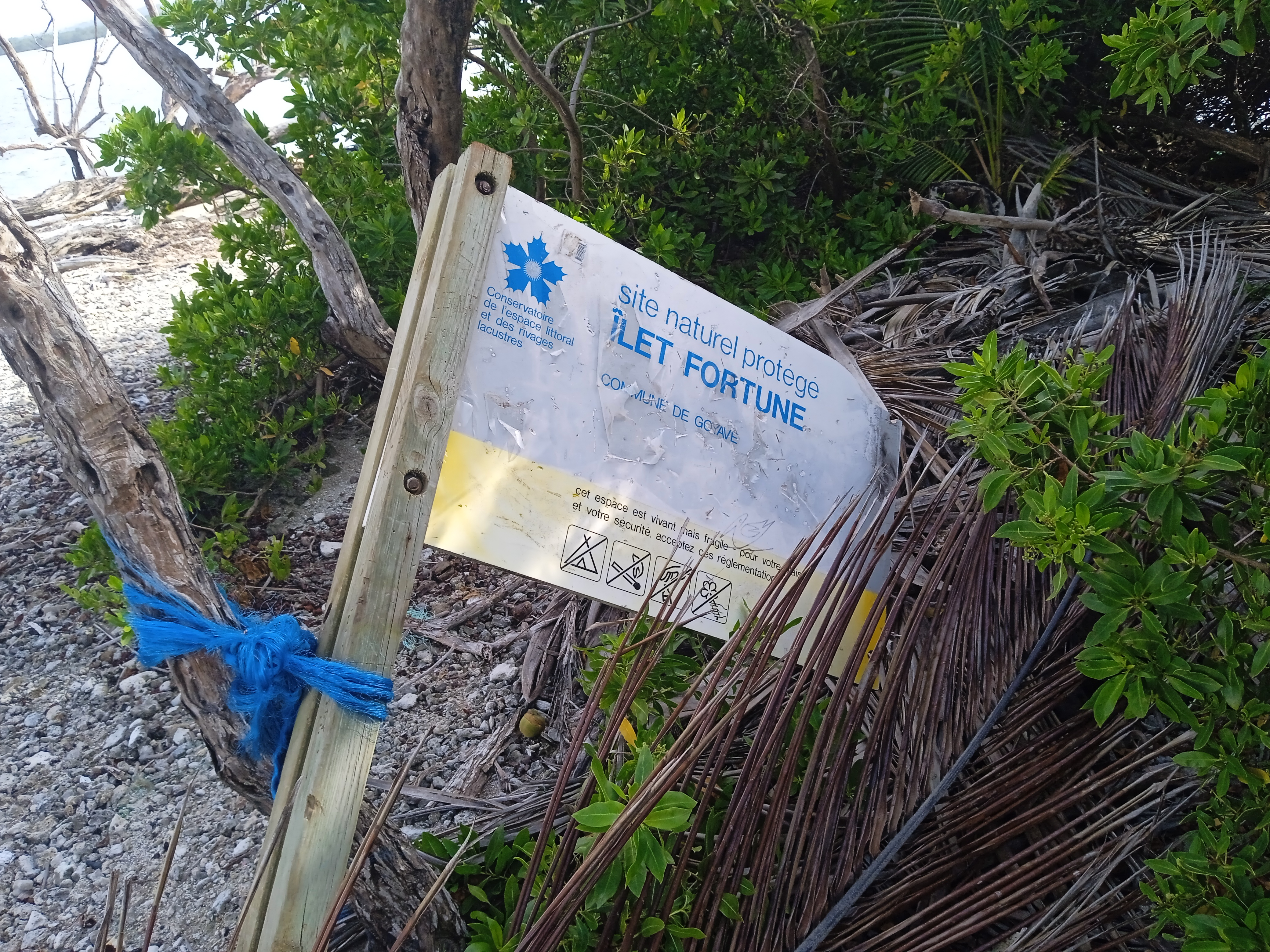
Panneau du site naturel protégé de l'îlet Fortune.